# Tropidodynerus flavus
Tropidodynerus flavus är en stekelart som först beskrevs av Amédée Louis Michel Lepeletier 1841.  Tropidodynerus flavus ingår i släktet Tropidodynerus och familjen Eumenidae. Utöver nominatformen finns också underarten T. f. semiticus.